# ۹۴۴ (قمری)
۹۴۴ (قمری)، نهصد و چهل و چهارمین سال در گاهشماری هجری قمری است. اول محرم این سال برابر با بیستم ژوئن سال ۱۵۳۷ میلادی است.